# Patryck
Pour les articles ayant des titres homophones, voir Patric et Patrick.
Patryck Lanza dos Reis dit Patryck, né le 18 janvier 2003 à Mogi Mirim au Brésil, est un footballeur brésilien qui évolue au poste d'arrière gauche au São Paulo FC.

## Biographie

### São Paulo FC
Patryck est un pur produit du centre de formation du São Paulo FC avec qui il devient professionnel à seulement 16 ans. Il est vite considéré comme l'une des plus grandes promesses du club, où il se démarque dans les différentes catégories de jeunes. Il signe son premier contrat professionnel avec son club formateur à seulement 16 ans, le 23 mai 2019.
Patryck joue son premier match en professionnel le 17 juillet 2022, lors d'une rencontre de championnat face au Fluminense FC. Il est titularisé ce jour-là, et les deux équipes se neutralisent (2-2 score final).
Le 9 mai 2024, Patryck joue son premier match de Copa Libertadores face aux chiliens du CD Cobresal. Il est titularisé et son équipe l'emporte par trois buts à un.

### En équipe nationale
Patryck est sélectionné avec l'équipe du Brésil des moins de 17 ans pour participer au Championnat des moins de 17 ans de la CONMEBOL 2019 qui est organisé au Pérou de mars à avril. Il joue en tout quatre rencontres avec le Brésil et inscrit un but lors de la victoire face à la Colombie le 29 mars (victoire 3-2 du Brésil). Avec cette même sélection il est à nouveau retenu quelques mois plus tard, cette fois-ci pour la Coupe du monde des moins de 17 ans qui a lieu au Brésil. Il est titulaire au poste d'arrière gauche lors de ce tournoi et joue les sept matchs de son équipe. Il se fait remarquer en ouvrant le score contre l'Italie (victoire 2-0 des Brésiliens). Le Brésil atteint la finale de la compétition où il affronte le Mexique. Patryck est titulaire lors de cette partie qui se solde par la victoire des Brésiliens (1-2).
Avec les moins de 18 ans, Patryck joue trois matchs en 2019.

## Palmarès
Équipe du Brésil des moins de 17 ans
- coupe du monde des moins de 17 ans
  - Vainqueur en 2019.

### Vie personnelle
Patryck a pour idole son compatriote Marcelo qui évolue au même poste que lui. Par ailleurs son Super-héros favoris est Iron Man.

## Statistiques
| Saison                | Club                  | Championnat           | Championnat | Championnat | Championnat | Coupe(s) nationale(s) | Coupe(s) nationale(s) | Coupe(s) nationale(s) | Supercoupe | Supercoupe | Supercoupe | Compétition(s) continentale(s) | Compétition(s) continentale(s) | Compétition(s) continentale(s) | Compétition(s) continentale(s) | Ligue régionale | Ligue régionale | Ligue régionale | Total | Total | Total |
| Saison                | Club                  | Division              | M.          | B.          | P.d.        | M.                    | B.                    | P.d.                  | M.         | B.         | P.d.       | Comp.                          | M.                             | B.                             | P.d.                           | M.              | B.              | P.d.            | M.    | B.    | P.d.  |
| 2022                  | São Paulo FC          | Série A               | 1           | 0           | 0           | -                     | -                     | -                     | -          | -          | -          | CS                             | 1                              | 0                              | 0                              | -               | -               | -               | 2     | 0     | 0     |
| Total sur la carrière | Total sur la carrière | Total sur la carrière | 1           | 0           | 0           | -                     | -                     | -                     | -          | -          | -          | -                              | 1                              | 0                              | 0                              | -               | -               | -               | 2     | 0     | 0     |